# Clinton Cerejo
Clinton Cerejo es un cantante indio. Su rango de trabajo incluye temas musicales de playback, arreglos vocales, arreglos musicales, programación musical y entre otros. Su estilo único y su entusiasmo musical ha atraído a diversas colaboraciones de muchos compositores indios.

## Biografía
Clinton Cerejo nació en el seno de una familia académicamente inclinados sin fondo musical. Su padre era un ingeniero de L & T y su madre es una profesora de francés. Su hermano mayor es un ingeniero de sistemas especializado en software profesional y su hermana menor es una editora de revistas médicas en los Estados Unidos.
Completó sus estudios de comercio en el Poddar College en Mumbai y obtuvo su título en el MBA antes de que sus amigos lo convencieran sobre su talento musical. La posibilidad de hacer un trabajo de escritorio para el resto de su vida, no era muy atractivo y Clinton optó por seguir una carrera dentro de industria de la música. 

## Carrera
En su época universitario, conoció a su amigo Siddharth Haldipur (miembro de una banda musical juvenil). Fue en una de esas sesiones que Amar Haldipur (padre de Siddharth),  un famoso arreglista y violinista, se dio la oportunidad a Clinton y le gustó su voz. Amar presentó a Clinton a Anand Modak, un director musical de  película de Marathi Mukta y pronto estaba componiendo su primera canción en un estudio de grabación. Era una canción en inglés de una película de Marathi, que trataba la historia de un afroamericano.
Después de una serie de grabaciones esporádicas, comenzó a demostrar su voz para jingles publicitarios. Durante este período trabajó con Shankar-Ehsaan-Loy, Lewis lezz, Barot Ranjit y Bancos Louis. Algunos de sus contemporáneos en ese momento eran K.K. y Kunal Ganjawala, que pasó a convertirse en uno de los cantantes de playback o reproducción. Clinton y Kunal interpretaron canciones para una gran cantidad de jingles.

## Discografía

### Cantante
| Año  | Álbum                                   | Composición                  | canciones                                             |
| ---- | --------------------------------------- | ---------------------------- | ----------------------------------------------------- |
| 2012 | Vicky Donor (Hindi)                     | Abhishek Akshay              | * "Kho jaane do"                                      |
| 2012 | Ekk Deewana Tha (Hindi)                 | A R Rahman                   | * "Phoolon Jaisi"                                     |
| 2012 | Rockstar (Hindi)                        | A R Rahman                   | * "Sadda Haq"                                         |
| 2011 | Pyar Ka Punchnama (Hindi)               | Clinton Cerejo, Hitesh Sonik | * "Baanware"                                          |
| 2011 | 7 Khoon Maaf (Hindi)                    | Vishal Bhardwaj              | * "O' Mama" (Rap Vocals) - "Doosri Darling"           |
| 2011 | Veppam (Tamil)                          | Joshua Sridhar               | * "Oru Devadai"                                       |
| 2010 | Kanimozhi (Tamil)                       | Satish Chakravarthy          | * "Penne Pogathey" - "Thada Thada Endru"              |
| 2010 | Karthik Calling Karthik (Hindi)         | Shankar-Ehsaan-Loy           | * "Hey Ya!" - "Hey Ya! (Remix)"                       |
| 2010 | Ishqiya (Hindi)                         | Vishal Bhardwaj              | * "Dil To Bachcha Hai (Remix)"                        |
| 2009 | All the Best: Fun Begins (Hindi)        | Pritam                       | * "Kyun"                                              |
| 2009 | Wake Up Sid! (Hindi)                    | Shankar-Ehsaan-Loy           | * "Kya Karoon"                                        |
| 2009 | Siva Manasula Sakthi (Tamil)            | Yuvan Shankar Raja           | * "Eppadio Matikittaen"                               |
| 2009 | Ride (Telugu)                           | Hemachandra                  | * "Rangula lokam"                                     |
| 2009 | Luck (Hindi)                            | Salim-Sulaiman               | * "Aazma - Luck Is The Key"                           |
| 2009 | Konchem Ishtam Konchem Kashtam (Telugu) | Shankar-Ehsaan-Loy           | * "Egire Egire"                                       |
| 2008 | Vaaranam Aayiram (Tamil)                | Harris Jayaraj               | * "Oh Shanthi"                                        |
| 2008 | Yuvvraaj (Hindi)                        | A. R. Rahman                 | * "Dil Ka Rishta"                                     |
| 2007 | Sunday (Hindi)                          | Amar Mohile                  | * "Sunday Theme"                                      |
| 2007 | Partner (Hindi)                         | Sajid-Wajid                  | * "Do U Wanna Partner"                                |
| 2006 | Omkara (Hindi)                          | Vishal Bharadwaj             | * "Beedi"                                             |
| 2006 | Kalvanin Kadhali (Tamil)                | Yuvan Shankar Raja           | * "Ivan Kattil"                                       |
| 2006 | Happy (Telugu)                          | Yuvan Shankar Raja           | * "Chal Chal Re"                                      |
| 2005 | Neal 'n' Nikki (Hindi)                  | Salim-Sulaiman               | * I'm In Love - "I Just Wanna Spend My Life With You" |
| 2004 | Manmadhan (Tamil)                       | Yuvan Shankar Raja           | * "Thathai Thathai"                                   |
| 2003 | Darna Mana Hai (Hindi)                  | Salim-Sulaiman               | * "Homework"                                          |
| 2003 | Boys (Tamil)                            | A. R. Rahman                 | * "Secret Of Success" - "Please Sir"                  |
| 2003 | Bhoot (Hindi)                           | Salim-Sulaiman               | * "Ghor Andhere"                                      |
| 2002 | Vasu (Telugu)                           | Harris Jayaraj               | * "Sportive Boys"                                     |
| 2001 | One 2 Ka 4 (Hindi)                      | A. R. Rahman                 | * "One 2 Ka 4"                                        |
| 2000 | Kandukondain Kandukondain (Tamil)       | A. R. Rahman                 | * "Smayiyai"                                          |
| 2000 | Alaipayuthey (Tamil)                    | A. R. Rahman                 | * "Endendrum Punnagai" "Pachchai Nirame" "Maangalyam" |
| 1999 | Taj Mahal (Tamil)                       | A. R. Rahman                 | * "Thirupaachi"                                       |

### Composición
| Año  | Álbum                 | Notas                                                                        |
| ---- | --------------------- | ---------------------------------------------------------------------------- |
| 2005 | Jawani Diwani (Hindi) | Clinton composed the title track for this album which was sung by Bobby Moon |
| 2010 | Pyaar Ka Punchnama    | Composed Tracks in collaboration with Hitesh Sonik                           |

### Productor de música
| Año  | Álbum             | Artista         |
| ---- | ----------------- | --------------- |
| 2011 | 7 Khoon Maaf      | Vishal Bhardwaj |
| 2010 | Ishqiya           | Vishal Bhardwaj |
| 2009 | Kaminey           | Vishal Bhardwaj |
| 2007 | Come One Come All | The Fine (band) |
| 2006 | Omkara            | Vishal Bhardwaj |